# René Lorente
René Lorente (La Habana, 27 de noviembre de 1948) es un músico y compositor cubano-estadounidense, reconocido por haber sido miembro de la Orquesta Aragón, por su carrera como solista y por su colaboración con músicos como Senén Suárez, Enrique Jorrín, Meme Solís, Cachao López, Chucho Valdés y Albita Rodríguez, entre otros.
Durante su carrera se ha desenvuelto en géneros como el son, el chachachá, la guaracha y la música instrumental y de fusión, y ha destacado en la ejecución de instrumentos como la flauta de madera de 5 llaves, la tercerola en Eb y la flauta Böehm.

## Biografía

### Inicios y estudios
Lorente nació en La Habana, Cuba el 27 de noviembre de 1948. En su niñez, inició estudios de flauta de madera de 5 llaves con el reconocido flautista Antonio Arcaño, y a los catorce años ya realizaba presentaciones en vivo con orquestas de la ciudad. Entre 1964 y 1968 estudió en el Conservatorio Alejandro García Caturla, donde aprendió la ejecución de la flauta Böehm. En 1969 continuó su formación musical en la Escuela de Superación Profesional bajo la tutela del maestro Alfredo Portela López.
Especializado en géneros populares en la isla como la guaracha, el son, el chachachá y el danzón, ese mismo año ingresó como flautista profesional en la Orquesta América de Ninón Mondéjar, en la que permaneció durante once años. En 1980 inició una colaboración con el compositor y arreglista Senén Suárez, vinculándose a su combo y participando en la grabación del disco El Combo de Senén Suárez. Por esa misma época suplió en algunas presentaciones al flautista Miguel O'Farrill durante la temporada del espectáculo Cabaret en el Hotel Capri de la Orquesta de Enrique Jorrín.

### Orquesta Aragón
A mediados de la década de 1970, Rafael Lay, director de la Orquesta Aragón, le planteó la posibilidad a Lorente de realizar una suplencia en la agrupación en caso de alguna eventualidad. Finalmente, en 1984 se convirtió en miembro oficial de la orquesta, en reemplazo del flautista Richard Egües, quien se había unido al grupo en 1955. En total, Lorente participó en la grabación de cinco producciones discográficas con la orquesta: Baila con La Aragón, Recordando a Rafael Lay, Orquesta Aragón con el Maestro Labba Soseh y el Álbum de Oro 50 Aniversario en sus volúmenes uno y dos.

### Carrera como solista y otros proyectos
En agosto de 1990 se radicó en los Estados Unidos, donde formó su propia orquesta de charanga. Dos años después grabó el disco René Lorente y su  charanga cubana, y en 1995 decidió iniciar una carrera como instrumentista solista explorando otros géneros como el jazz latino, el pop, el rock y los ritmos africanos. Durante dicha época también registró colaboraciones como artista invitado con diversas charangas, y finalizando la década de 1990 integró la agrupación Café Nostalgia en la ciudad de Miami, con la que grabó los discos Live (1997) y Te di la vida entera (1999).
Paralelo a su trabajo como músico solista, con el que ha grabado discos para Hamelin Records y WEA Latin, durante más de dos décadas ha ocupado la plaza de flautista en la agrupación del pianista Enrique Chía. A lo largo de su carrera, Lorente ha grabado o realizado presentaciones con artistas y agrupaciones como Hansel Martínez, Fred Paul, Albita Rodríguez, Meme Solís, Juanito Márquez, Juan Pablo Torres, Cachao López, Haitiando, Roberto Torres, Chucho Valdés, Alfredo Armenteros, César Pedroso, el Grupo Canela y Su Majestad el Danzón, y ha aparecido en programas de televisión de cadenas como Telemundo, América TeVe, Univision y MegaTV.

## Discografía

### Como solista
- 1992 - René Lorente y su charanga cubana
- 2003 - Madera y metal
- 2004 - Concepto en flauta
- 2007 - Algo diferente

### Con la Orquesta Aragón
- 1985 - Laba Sosseh con la Orquesta Aragón
- 1987 - Baila con Aragón
- 1987 - Recordando a Rafael Lay
- 1989 - 50 años de oro Vol. 1 y 2
- 1996 - Éxitos de la Orquesta Aragón

### Con otros artistas
- 1979 - Orquesta América (Orquesta América)
- 1982 - El combo de Senén Suárez (El combo de Senén Suárez)
- 1990 - El gato (Hansel Martínez)
- 1996 - Éxitos de la Orquesta de Enrique Jorrín (Enrique Jorrín)
- 1996 - Éxitos de la Orquesta América (Orquesta América)
- 1996 - Cuban Masters All Stars (Varios artistas)
- 1997 - Live (Grupo Café Nostalgia)
- 1998 - Ritmos de mi Cuba (Enrique Chía)
- 1999 - Te di la vida entera (Grupo Café Nostalgia)
- 1999 - Haitiando Vol. 1 (Haitiando)
- 2000 - Haitiando Vol. 2 (Haitiando)
- 2001 - La música de Ernesto Lecuona (Enrique Chía)
- 2001 - Haitiando Vol. 3 (Haitiando)
- 2002 - Nuestra navidad (Enrique Chía)
- 2002 - Enrique Chía en vivo y su público (Enrique Chía)
- 2002 - Lolelolay Vol. 1 y 2 (Haitiando)
- 2003 - Sones y tradiciones (Enrique Chía)
- 2004 - Con mucho swing (Chachachá All Stars)
- 2005 - Agustín Lara, su alma y su piano (Enrique Chía)
- 2007 - Mi cielo tropical (Enrique Chía)
- 2007 - A solas contigo (Meme Solís)
- 2008 - Cuba, un viaje musical (Varios artistas)
- 2009 - Creolatino (Varios artistas)
- 2013 - Soy latino (Varios artistas)

Fuente: